# Peressadiwka
Peressadiwka (ukrainisch Пересадівка; russisch Пересадовка Peressadowka) ist ein Dorf in der ukrainischen Oblast Mykolajiw mit etwa 3100 Einwohnern (2004).

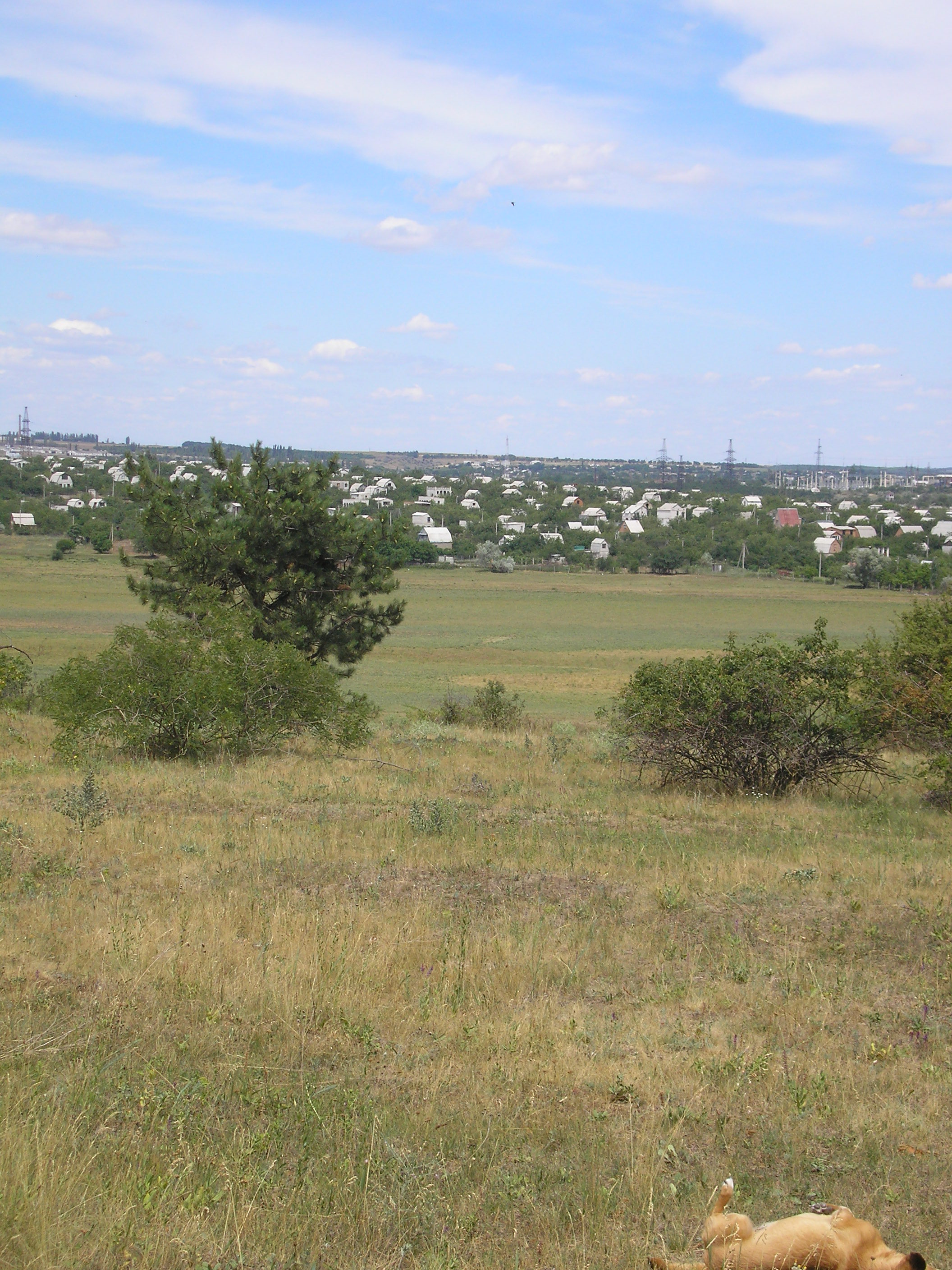
Blick auf den Ort

Peressadiwka liegt am rechten Ufer des Inhul gegenüber dem Dorf Mychajlo-Laryne 25 km nordöstlich vom Oblastzentrum Mykolajiw, das Dorf trug früher den Namen Domacha (Домаха).
Am 12. September 2016 wurde das Dorf ein Teil der Siedlungsgemeinde Woskressenske; bis dahin bildete es die Landratsgemeinde Peressadiwka (Пересадівська сільська рада/Peressadiwska silska rada) im Nordosten des Rajons Witowka.
Seit dem 17. Juli 2020 ist es ein Teil des Rajons Mykolajiw.